# دومینیک میلر
دومینیک میلر (انگلیسی: Dominic Miller؛ زادهٔ ۲۱ مارس ۱۹۶۰) موسیقی‌دان، آهنگساز اهل آرژانتین است. وی از سال ۱۹۸۰ میلادی تاکنون مشغول فعالیت بوده‌است.